# Makoto Kakegawa
Makoto Kakegawa (jap. 掛川 誠 Kakegawa Makoto; ur. 23 maja 1973) – japoński piłkarz występujący na pozycji bramkarza.

## Kariera klubowa
Od 1996 do 2009 roku występował w klubach Bellmare Hiratsuka, Vissel Kobe i Shimizu S-Pulse.